# Thymelicus werneri
Thymelicus werneri är en fjärilsart som beskrevs av Hans Rebel 1937. Thymelicus werneri ingår i släktet Thymelicus och familjen tjockhuvuden. Inga underarter finns listade i Catalogue of Life.